# ستويكو فرانكوفيتش
ستويكو فرانكوفيتش (بالكرواتية: Stojko Vranković) مواليد 22 يناير 1964 في جمهورية كرواتيا الاشتراكية، هو لاعب كرة سلة كرواتي معتزل. بدأ مسيرته الاحترافية في سنة 1982. يبلغ طوله 7 قدم 2 بوصة (2.2 م). مثّل منتخب بلاده. شارك في دورة الألعاب الأولمبية الصيفية سنة 1988. حقق المركز الأول في بطولة أمم أوروبا لكرة السلة 1989. اعتزل اللعب في 2001.

## المسيرة الاحترافية
لعب مع نادي أريس لكرة السلة في موسم 1989–1990، ثم لعب مع بوسطن سيلتكس من سنة 1990 إلى 1992، ثم لعب مع نادي باناثينايكوس لكرة السلة من سنة 1992 إلى 1996، ثم لعب مع مينيسوتا تمبر ولفز من سنة 1996 إلى 1998، ثم لعب مع لوس أنجلوس كليبرز من سنة 1997 إلى 2000، ثم لعب مع فورتيتودو بولونيا في الدوري الإيطالي من سنة 1999 إلى 2001.

## الميداليات
| الميدالية | المسابقة                         |
| --------- | -------------------------------- |
| فضية      | الألعاب الأولمبية الصيفية 1988   |
| برونزية   | بطولة كأس العالم لكرة السلة 1986 |
| برونزية   | بطولة أمم أوروبا لكرة السلة 1987 |
| ذهبية     | بطولة أمم أوروبا لكرة السلة 1989 |
| ذهبية     | الألعاب الجامعية الصيفية 1987    |
| فضية      | الألعاب الأولمبية الصيفية 1992   |
| برونزية   | بطولة كأس العالم لكرة السلة 1994 |
| برونزية   | بطولة أمم أوروبا لكرة السلة 1993 |
| برونزية   | بطولة أمم أوروبا لكرة السلة 1995 |

## روابط خارجية
- ستويكو فرانكوفيتش على موقع الاتحاد الدولي لكرة السلة (الإنجليزية)
- ستويكو فرانكوفيتش على موقع الاتحاد الدولي لكرة السلة (الإنجليزية)
- ستويكو فرانكوفيتش على موقع الدوري الأوروبي لكرة السلة (الإنجليزية)
- ستويكو فرانكوفيتش على موقع إن بي أي (الإنجليزية)
- ستويكو فرانكوفيتش على موقع سبورتس رفرنس (الإنجليزية)
- ستويكو فرانكوفيتش على موقع كرة السلة الأوروبية.كوم (الإنجليزية)
- ستويكو فرانكوفيتش على موقع ريلجم (الإنجليزية)
- ستويكو فرانكوفيتش على موقع بروبوليرز (الإنجليزية)
- ستويكو فرانكوفيتش على موقع سبورتس رفرنس (الإنجليزية)
- ستويكو فرانكوفيتش على موقع أوليمبيديا (الإنجليزية)